# Нуман Менеменчіоглу
Гусейн Нуман Кемал Менеменчіоглу (тур. Hüseyin Nuğman Kemal Menemencioğlu; 1891, Багдад, Османська імперія — 15 лютого 1958, Анкара, Турецька Республіка) — турецький дипломат і політик. Міністр закордонних справ Туреччини (1942-1944).

## Життєпис
Народився у 1891 році в Багдаді. Початкову та середню освіту він здобув у Салоніках, та в Стамбулі, середню освіту у Французькій середній школі та вищу освіту на юридичному факультеті Лозаннського університету. Володів арабською, перською, французькою та німецькою мовами.
З 1914 року третій, другий секретар посольства Османської імперії у Відні. З 1 березня 1916 р. писар посольства Османської імперії у Берні. 2 січня 1920 року співробітник посольства Османської імперії у Берні. 
16 червня 1923 року він був призначений секретарем представництва в Бухаресті, 1 листопада 1926 року — повіреним у справах Будапештського посольства, 14 червня 1927 року — в Головному консульстві Бейрута, 1 червня 1928 року — у Генеральному управлінні Першого відділу МЗС.
1 червня 1929 р. у ранзі та ранзі посла першого класу в міністерстві закордонних справ. 11 червня 1933 р. призначений на посаду підсекретаря міністерства закордонних справ у званні посла та згодом генеральний секретар міністерства закордонних справ. Він вдруге став секретарем закордонних справ і обіймав посаду міністра закордонних справ в урядах Шюкрю Сараджоглу з 10 серпня 1942 року по 15 червня 1944 року. 
30 листопада 1944 року він був призначений Послом Туреччини у Франції, та за сумісництвом в Португалії з 13 червня 1949 року до 1952 року. 
У листопаді 1956 року вийшов на пенсію. На виборах 1957 року він був обраний депутатом від Демократичної партії Стамбула.
Помер 15 лютого 1958 року. 